# ماريا أنغيلوفا
ماريا أنغيلوفا هي كاتِبة وشاعرة بلغارية، ولدت في 1925، وتوفيت في 12 ديسمبر 1999.